# Tōkyō (stacja kolejowa)
Tōkyō (jap. 東京駅 Tōkyō-eki) – jedna z ważniejszych stacji kolejowych w aglomeracji tokijskiej.
Jest położona w historycznym śródmieściu na terenie dzielnicy Chiyoda. Obsługuje m.in.: dalekobieżne linie super-ekspresu Shinkansen, linie lokalne, trans-tokijskie oraz metro.
Należy do kolei JR東日本 JR Higashi Nihon (JR East), z wyjątkiem części dla Tōkaidō Shinkansen, eksploatowanej przez JR東海 JR Tōkai (JR Central).

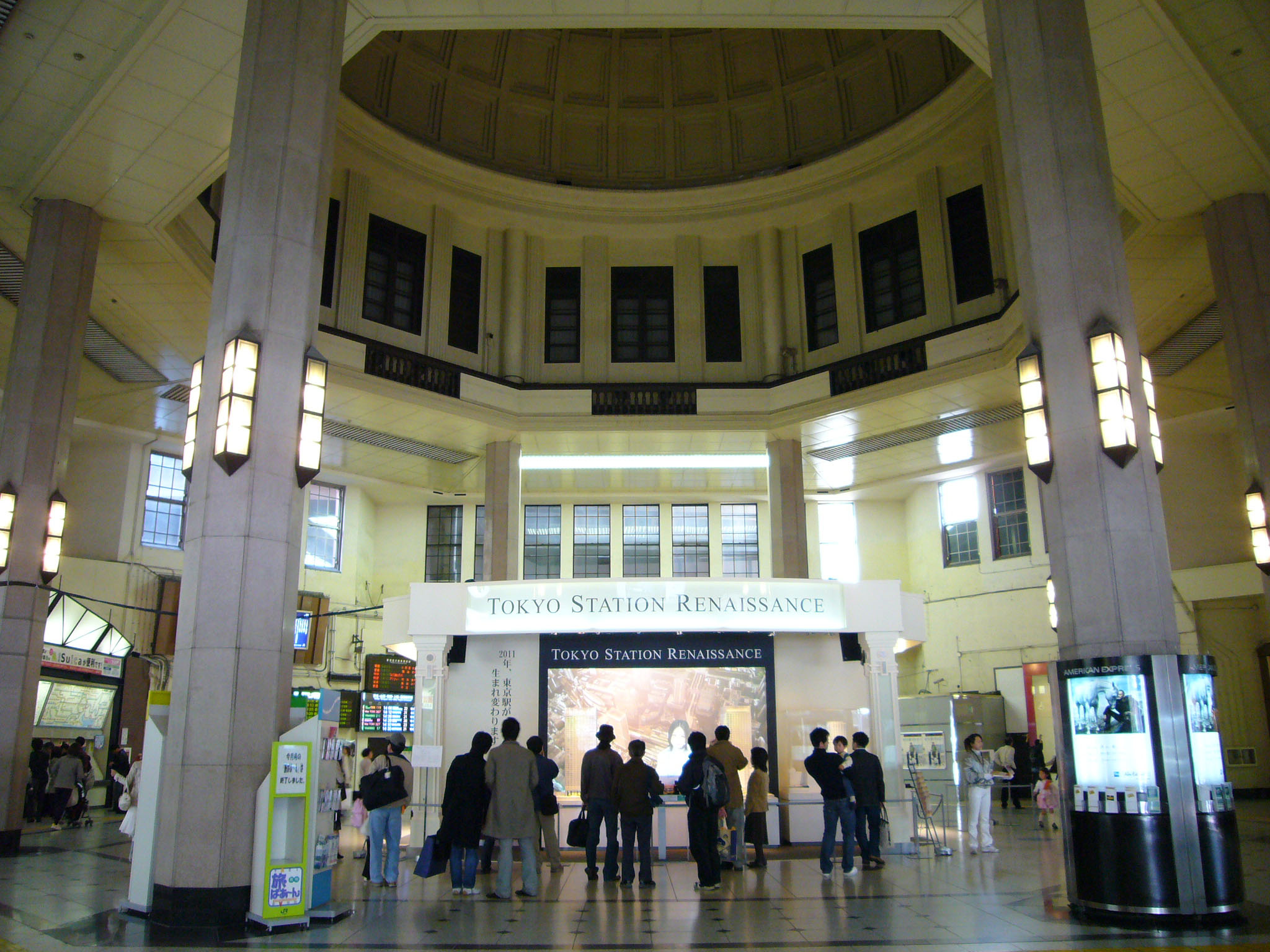
Wnętrze budynku od strony Marunouchi. Renowacja zabytku jest jedną z ważnych inwestycji kolei JR Higashi Nihon

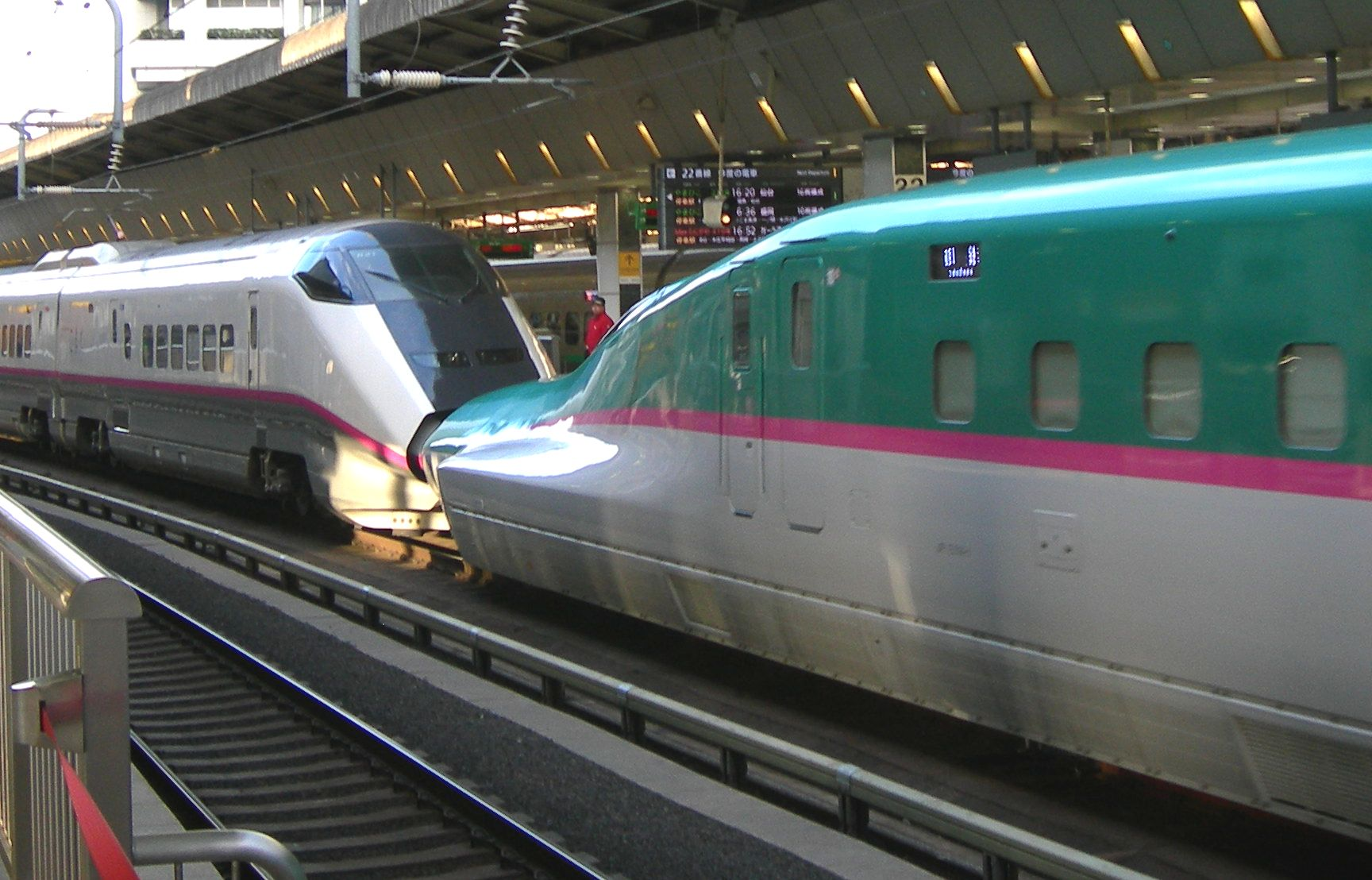
Shinkansen serii E3 „Komachi” i serii E5 „Hayabusa”

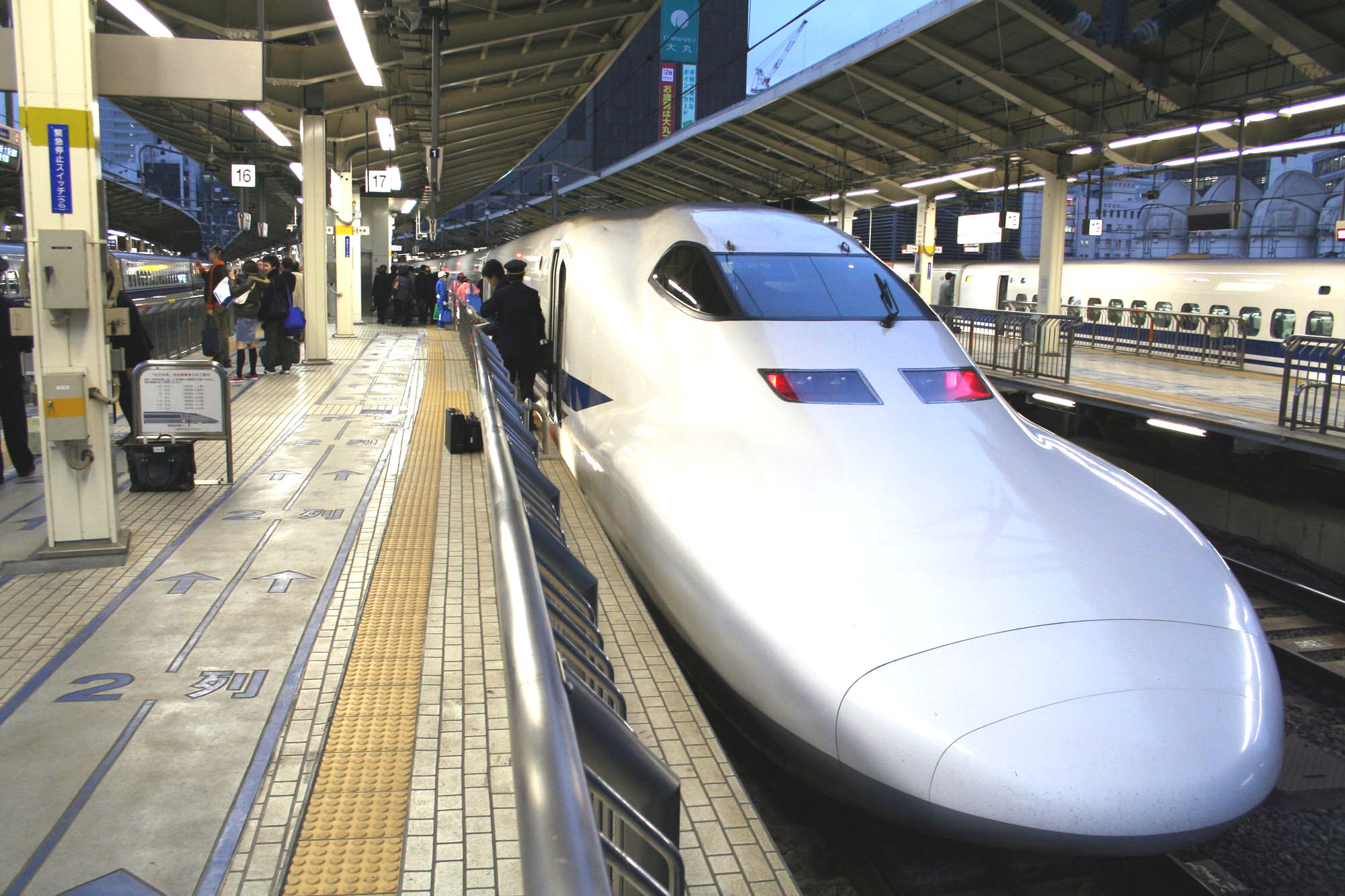
Shinkansen serii 700

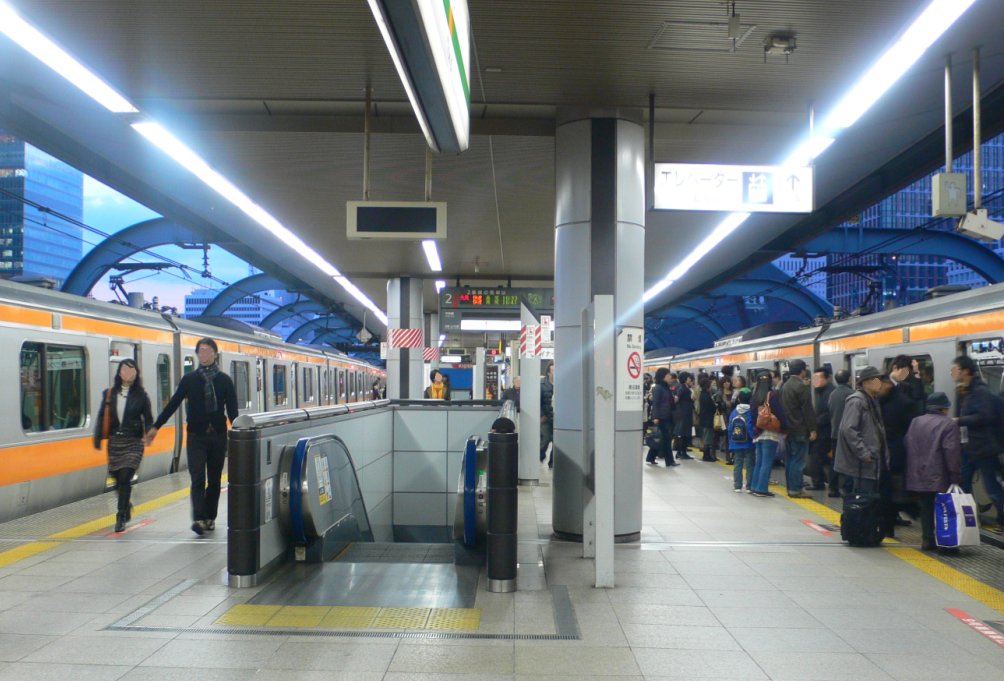
Peron i pociąg linii Chūō

## Układ przestrzenny
Składa się z trzech części. Najważniejsza obejmuje zespół peronów nadziemnych JR oraz towarzyszące im zabudowania i pomieszczenia recepcyjne na poziomie ulic, antresoli i poziomie -1. Poza tym są dwa kompleksy peronów podziemnych związanych z dwiema innymi liniami JR oraz podziemna stacja metra.
1. Kompleks główny reprezentuje typ dworca czołowo-przelotowego:
- Poziom +3 (oznaczony numerem 4; po stronie zachodniej): 1 peron wyspowy (2 krawędzie peronowe przy torach ślepych) dla pociągów 中央快速線 Chūō-kaisoku-sen;
- Poziom +2 (oznaczony numerem 3; ze wschodu na zachód):

3 perony wyspowe (6 krawędzi peronowych przy torach ślepych) dla pociągów　東海道新幹線 Tōkaidō Shinkansen; kolej JR東海 JR Tōkai
2 perony wyspowe (4 krawędzie peronowe przy torach ślepych) dla pociągów 東北新幹線 Tōhoku Shinkansen (jak również　秋田･山形新幹線 Akita i Yamagata Shinkansen), 上越新幹線 Jōetsu Shinkansen oraz 長野新幹線 Nagano Shinkansen;
2 perony wyspowe (4 krawędzie peronowe przy torach przelotowych) dla pociągów 東海道本線 Tōkaidō-Honsen;
2 perony wyspowe (4 krawędzie peronowe przy torach przelotowych) dla pociągów 山手線 Yamanote-sen oraz 京浜東北線 Keihin-Tōhoku-sen;
- Poziom +1 (oznaczony numerem 2): zespół usługowy;
- Poziom 0 (oznaczony numerem 1): kasy, zespół usługowy.

Stronę zachodnią dworca, wychodzącą na zespół biurowców i cesarski kompleks pałacowy, nazywa się stroną Marunouchi (丸ノ内側 Marunouchi-gawa), wschodnia, wychodząca w kierunku centrum handlowego Ginzy, to „strona Yaesu” (八重洲側 Yaesu-gawa). Kompleks peronów można przekroczyć jednym przejściem ogólnodostępnym oraz trzema znajdującymi się w strefie ograniczonej rogatkami.
2. Podziemny kompleks stacji linii Keiyō-sen, zlokalizowany na południu, prostopadle do kompleksu głównego; typ dworca czołowego:
- Poziom -1: kasy, rogatki;
- Poziom -3: usługi, przestrzeń cyrkulacyjna;
- Poziom -4: 2 perony wyspowe (3 tory ślepe, środkowy z „peronem dwukrawędziowym”) dla pociągów　京葉線 Keiyō-sen i 武蔵野線 Musashino-sen;

3. Podziemny kompleks stacji linii Sōbu-Yokosuka-sen i stacji metra; zlokalizowany na zachód od kompleksu głównego:
- Poziom -1: pasaże piesze, usługi, kasy i rogatki;
- Poziom -2: 1 peron wyspowy (2 krawędzie peronowe przy torach przelotowych) dla metra linii 丸ノ内 Marunouchi (Tōkyō Metro; stacja 東京　Tōkyō);
- Poziom -4: przestrzeń cyrkulacyjna stacji JR;
- Poziom -5: 2 perony wyspowe (4 krawędzie peronowe przy torach przelotowych) dla pociągów z/do 総武快速線 Sōbu-kaisoku-sen, 横須賀線 Yokosuka-sen, w tym pociągów 成田エクスプレス Narita Express.

## Integracja z transportem lokalnym
Większość linii JR, które obsługuje stacja, ma charakter transportu lokalnego.
Stacja metra Tōkyō nie jest jedyną obsługującą stację. Podziemne korytarze łączą go z kompleksem stacji 大手町 Ōtemachi, węzłem pięciu linii metra.

## Rys historyczny
Stację otwarto w 1914 r. po ukończeniu linii na wiadukcie prowadzącej od strony dawnego dworca Shimbashi, kończącego linię Tōkaidō. Z tego okresu pochodzi budynek pierwotny dworca, zaprojektowanego przez architekta Kingo Tatsuno. Został on zbudowany na stronie Marunouchi.
- 1919 – otwarcie połączenia do Chūō-sen;
- 1923 – otwarcie wyjścia na stronę wschodnią („Yaesu”);
- 1925 – otwarcie połączenia z dworcem Ueno; uruchomienie miejskiej linii okólnej Yamanote-sen;
- 1953 – otwarcie kompleksu domu towarowego po stronie „Yaesu”;
- 1956 – otwarcie stacji metra na linii Marunouchi;
- 1972 – otwarcie podziemnego dworca linii Sōbu-kaisoku, 1976 – doprowadzenie linii Yokosuka tunelem wzdłuż Tōkaidō-sen;
- 1990 – otwarcie podziemnego dworca linii Keiyō-sen;
- 1990 – przebudowa peronów dla pociągów Tōhoku Shinkansen, nadbudowa peronu dla linii Chūō-kaisoku;
- 2007 – ukończenie przebudowy strony „Yaesu”.

## Charakterystyka ruchu
Jest stacją końcową lub początkową dla prawie wszystkich tokijskich pociągów Shinkansen (połączenia z południa i z północy) oraz pociągów międzyregionalnych wąskotorowej linii Tōkaidō-Honsen (połączenia z południa). Jest też stacją końcową (początkową) dla części pociągów regionalnych i aglomeracyjnych tej linii oraz dla wszystkich pociągów aglomeracyjnych linii Keiyō.
Przez stację przechodzą trzy linie pociągów aglomeracyjnych i miejskich: Keihin-Tōhoku, Sōbu-Yokosuka oraz linii okólnej Yamanote.
W 2006 r. rogatki dworca średnio w ciągu dnia przekraczało:
- na sieci JR東日本 JR Higashi Nihon: 382,2 tys. osób;
- na sieci JR東海 JR Tōkai (Tōkaidō Shinkansen): 92,0 tys. osób;
- na sieci metra: 140,5 tys. osób.

W ciągu dnia stacja odprawia ok. 3800 pociągów. W godzinie szczytu 8:00 – 8:59 odprawia:
- ok. 12 pociągów 東海道新幹線 Tōkaidō Shinkansen (wszystkie rozpoczynają bieg);
- ok. 10 pociągów 東北･上越･長野新幹線 Tōhoku, Jōetsu i Nagano Shinkansen (wszystkie rozpoczynają bieg);
- ok. 9 pociągów 東海道本線 Tōkaidō-Honsen (regionalne i dalekobieżne, wszystkie rozpoczynają bieg);
- ok. 28 pociągów na 中央快速線 Chūō-kaisoku-sen (wszystkie rozpoczynają bieg);
- ok. 100 pociągów na 京浜東北･山手線 Keihin-Tōhoku-sen i Yamanote-sen (wszystkie przelotowe);
- ok. 16 pociągów na 総武横須賀線 Sōbu-Yokosuka-sen (część w kierunku Sōbu-sen rozpoczyna bieg);
- ok. 17 pociągów na 京葉線 Keiyō-sen (wszystkie rozpoczynają bieg).

W sumie odprawia 132 pociągi na godzinę. Warto zauważyć, że 28 par na Chūō-sen odprawia się z dwóch torów ślepych, a 10 pociągów Shinkansen z 4 torów ślepych, przy czym procedura odwrócenia biegu pociągu wymaga posprzątania i odwrócenia kierunku foteli.
Prawdopodobnie światowy rekord sprawności w odwracaniu biegu pociągów osiąga się na dwóch torach kończących linię Chūō, na której w godzinach porannego szczytu jadą 34 pociągi. Średnio każdy pociąg musi wjechać, wymienić pasażerów i wyjechać z dworca w ciągu 3½ minuty.